# Lalići
Lalići falu Horvátországban Belovár-Bilogora megyében. Közigazgatásilag Kapelához tartozik.

## Fekvése
Belovártól légvonalban 9, közúton 12 km-re északra, községközpontjától 2 km-re délnyugatra, Kapela és Visovi között fekszik.

## Története
A falu neve 1775-ben az első katonai felmérés térképén tűnik fel először, amikor „Lallich” néven szerepel. A térkép ekkor még csak egy nagyobb épületet jelez itt.
Faluként csak a 19. század második felében tűnik fel először. 1890-ben 56, 1931-ben 66 lakosa volt.  1918-ban az új szerb-horvát-szlovén állam, majd később Jugoszlávia része lett. 1941 és 1945 között a németbarát Független Horvát Államhoz, majd a háború után a szocialista Jugoszláviához tartozott. A háború után a fiatalok elvándorlása miatt lakossága folyamatosan csökkent. 1991-től a független Horvátország része. 2011-ben a településnek 23 lakosa volt.

## Lakossága
| Lakosság változása | Lakosság változása | Lakosság változása | Lakosság változása | Lakosság változása | Lakosság változása | Lakosság változása | Lakosság változása | Lakosság változása | Lakosság változása | Lakosság változása | Lakosság változása | Lakosság változása | Lakosság változása | Lakosság változása | Lakosság változása |
| ------------------ | ------------------ | ------------------ | ------------------ | ------------------ | ------------------ | ------------------ | ------------------ | ------------------ | ------------------ | ------------------ | ------------------ | ------------------ | ------------------ | ------------------ | ------------------ |
| 1857               | 1869               | 1880               | 1890               | 1900               | 1910               | 1921               | 1931               | 1948               | 1953               | 1961               | 1971               | 1981               | 1991               | 2001               | 2011               |
| 0                  | 0                  | 0                  | 56                 | 70                 | 0                  | 0                  | 66                 | 53                 | 69                 | 56                 | 42                 | 31                 | 37                 | 38                 | 23                 |

(1910-ben és 1921-ben lakosságát Stanićihezt számították.)